# Malá Losenice
Malá Losenice (deutsch Klein Losenitz) ist eine Gemeinde in Tschechien. Sie liegt fünf Kilometer nordöstlich von Přibyslav und gehört zum Okres Žďár nad Sázavou.

## Geographie
Malá Losenice befindet sich südwestlich der Saarer Berge in der Böhmisch-Mährischen Höhe in der Quellmulde des Baches Losenička. Nördlich erhebt sich die Robízna (649 m), östlich der Shnilý kopec (Faule Berg, 614 m), Malolosenický kopec (612 m) und Pátkův kopec (630 m) und im Süden der Pořežínský kopec (596 m).
Nachbarorte sind Havlíčkova Borová im Norden, Vepřová im Nordosten, Polnička und Branty im Osten, Velká Losenice im Südosten, Pořežín im Süden, Hřiště im Südwesten, Keřkov im Westen sowie Modlíkov im Nordwesten.

## Geschichte
Das Dorf wurde zwischen dem 13. und 14. Jahrhundert als bäuerliche Siedlung im Zuge der deutschen Kolonisation der böhmischen Grenzwälder zu Mähren gegründet, nachdem der Silber- und Eisenbergbau in Losenitz seinen Höhepunkt überschritten hatte. Die erste schriftliche Erwähnung des Dorfes erfolgte 1352 in einer Urkunde des Dekanates Deutschbrod als Pfarrort von Losenitz. Besitzer des Dorfes waren die Herren von Ronow auf Přibyslav. Ihnen folgte im 15. Jahrhundert Hynek Ptáček von Pirkstein und nach dessen Tode sein Schwiegersohn Viktorin. Im 16. Jahrhundert besaßen die Trčka von Lípa und danach die Herren von Neuhaus die Güter. Letztere verkauften den Besitz an die Zeidlitz von Schönfeld. Nach der Schlacht am Weißen Berg wurden die Güter von Rudolf Zeidlitz von Schönfeld konfisziert und an Kardinal Franz Xaver von Dietrichstein verkauft. Infolge des Dreißigjährigen Krieges waren große Teile des Dorfes verlassen. 1675 waren neun Wirtschaften verlassen und eine verwüstet. Zwischen den Dietrichsteinern und dem Rat entstand ein langandauernder Streit um den Klein Losenitzer Kommunwald, der 1766 beigelegt wurde. Bei dem Vergleich verlor der Ort 48 ha seiner Wälder. 1766 erfolgte zugleich die Nummerierung der Häuser. Demnach standen in dem Dorf 42 Wohnhäuser. Im selben Jahre begann in dem Dorf der Schulunterricht. Im Jahre 1826 wurde ein Schulhaus eingeweiht. 1848 entstand in Klein Loseitz eine Revolutionsgarde, die zusammen mit der Garde aus Přibyslav den Prager Revolutionären zur Hilfe kam.
Nach der Aufhebung der Patrimonialherrschaften bildete Malá LoseniceNeuhof ab 1850 eine Gemeinde im politischen Bezirk Polna. Während des Deutschen Krieges zogen 1866 die Preußen nach Malá Losenice und brachten die Cholera mit, an der innerhalb einer Woche 26 Einwohner verstarben. Ab 1884 gehörte das Dorf zum Bezirk Chotěboř. 1949 wurde Malá Losenice dem Okres Žďár nad Sázavou zugeordnet.

## Gemeindegliederung
Für die Gemeinde Malá Losenice sind keine Ortsteile ausgewiesen.

## Sehenswürdigkeiten
- Naturschutzgebiet Branty, nordöstlich des Dorfes
- Žižkova mohyla (Žižkas Grabhügel), westlich des Ortes, das 10 m hohe steinerne Denkmal wurde 1874 nach Plänen von Antonín Wiehl am Sterbeort des hussitischen Heerführers Jan Žižka errichtet
- Kapelle der Jungfrau Maria, am Dorfplatz
- Kruzifix, an der Kapelle

## Persönlichkeiten
- Niklas Fleischinger, der Verteidiger der Burg Pernstein gegen die Schweden im Dreißigjährigen Krieg soll aus Klein Losenitz stammen, sein Bruder Řehoř war Hammerherr in Nedvědice